# Carlos Nunes
Carlos Ferreira da Silva Nunes (Porto, 20 dicembre 1914 – ...) è stato un calciatore e allenatore di calcio portoghese, di ruolo centrocampista.

## Carriera

### Nazionale
Ha collezionato 3 presenze con la maglia della nazionale.

## Statistiche

### Cronologia presenze e reti in nazionale
| Cronologia completa delle presenze e delle reti in nazionale ― Portogallo | Cronologia completa delle presenze e delle reti in nazionale ― Portogallo | Cronologia completa delle presenze e delle reti in nazionale ― Portogallo | Cronologia completa delle presenze e delle reti in nazionale ― Portogallo | Cronologia completa delle presenze e delle reti in nazionale ― Portogallo | Cronologia completa delle presenze e delle reti in nazionale ― Portogallo | Cronologia completa delle presenze e delle reti in nazionale ― Portogallo | Cronologia completa delle presenze e delle reti in nazionale ― Portogallo |
| Data                                                                      | Città                                                                     | In casa                                                                   | Risultato                                                                 | Ospiti                                                                    | Competizione                                                              | Reti                                                                      | Note                                                                      |
| ------------------------------------------------------------------------- | ------------------------------------------------------------------------- | ------------------------------------------------------------------------- | ------------------------------------------------------------------------- | ------------------------------------------------------------------------- | ------------------------------------------------------------------------- | ------------------------------------------------------------------------- | ------------------------------------------------------------------------- |
| 5-5-1935                                                                  | Lisbona                                                                   | Portogallo                                                                | 3 – 3                                                                     | Spagna                                                                    | Amichevole                                                                | -                                                                         |                                                                           |
| 26-1-1936                                                                 | Porto                                                                     | Portogallo                                                                | 2 – 3                                                                     | Austria                                                                   | Amichevole                                                                | 1                                                                         |                                                                           |
| 27-2-1936                                                                 | Lisbona                                                                   | Portogallo                                                                | 1 – 3                                                                     | Germania                                                                  | Amichevole                                                                | -                                                                         |                                                                           |
| Totale                                                                    |                                                                           | Presenze                                                                  | 3                                                                         |                                                                           | Reti                                                                      | 1                                                                         |                                                                           |